# Pont de Cinc Claus
El Pont de Cinc Claus és una obra medieval de l'Escala (Alt Empordà) inclosa a l'Inventari del Patrimoni Arquitectònic de Catalunya.

## Descripció
Situat al nord-oest de la població de l'Escala i a uns dos quilòmetres d'Empúries, al veïnat de Cinclaus. S'hi accedeix per un trencall des de la carretera GI-623. El pont es troba edificat damunt la confluència de la riera del Balcar i l'agulla de Pelacalç.
Pont bastit amb pedres de diverses mides, desbastades i sense treballar, disposades formant filades irregulars i lligades amb morter de calç. Consta de dues arcades, una d'apuntada i l'altra de mig punt, bastides amb pedres escairades. El paviment actual del pont està format per petits còdols i pedres, disposats formant decoracions d'estil geomètric.

## Història
El primer esment de Cinclaus es documenta l'any 958 amb el text de centumclaves a les proes de jurisdicció, domini i successió en què el comte Gausfred reconeix aquest lloc com una de les nombroses propietats del latifundista Riculf. L'origen etimològic de centum deriva de la centuriarització o parcel·lació del camp d'Empúries. Posteriorment, l'any 1402 apareix amb la forma Sinch Claus en un registre dels pobles del comtat d'Empúries incorporats a la Corona pel rei Martí l'Humà. Al 1633, en un document de l'arxiu municipal de l'Escala, es registra com quinque clavibus.
Del pont no es tenen notícies històriques precises, però hom el situa en el període de la baixa edat mitjana.